# Ignacio Javier Adiego
Ignacio Javier Adiego Lajara (Barcelona, 9 de mayo de 1963) es un lingüista especializado en indoeuropeo y compositor español. Actualmente es catedrático de Lingüística Indoeuropea en la Universidad de Barcelona y director del Instituto del Próximo Oriente Antiguo de la misma universidad.
Estudió Filología Clásica en la Universidad de Barcelona, donde también se doctoró (1990) con una tesis dedicada a la lengua caria, publicada en 1993, con prólogo de Günter Neumann. Su investigación culminó con el desciframiento del alfabeto cario, y fue decisiva para identificar esta lengua como perteneciente a la rama anatolia de las lenguas indoeuropeas, concretamente al grupo luvita. Su obra sobre el cario más importante es The Carian Language (2007).
También es un compositor activo, cuyas piezas se interpretan en ocasiones en conciertos de música contemporánea, aunque se ha grabado poca obra suya (p.e. Crótalo (2005), interpretado por Iñaki Etxepare y Ludovica Mosca).